# Vakhsj
Vakhsj (tadsjikisk: Вахш eller وخش),, i det nordlige centrale Tadsjikistan også kendt som Surkhob (tadsjikisk: Сурхоб), og i Kirgisistan som Kyzyl-Suu (kirgisisk: Кызылсуу – Kyzylsuu), er en flod i Centralasien. Den er en biflod til Amu Darja, og er 786 km lang, med et afvandingsområde på 39.100 km².  

## Geografi
Floden har sit udspring i den nordlige del af Pamirbjergene  i Kirgisistan, og den løber  mod vest og ind i Tadsjikistan, hvor den løber sammen med floden Pjandzj og danner floden Amu Darja på grænsen mellem Tadsjikistan og Afghanistan. Middelvandføringen i Vakhsj er 536 m³/s. Floden, som får det meste  af sit vand fra smeltevand fra isbræer, har sin maksimale vandføring i sommermånederne juli og august.  Floden løber mellem høje bjerge som ofte begrænser flodløbet til trange passager i dyb e kløfter. De største bifloder er Muksu og Obihingou.

## Dæmninger
Vandkraftpotenialet i Vakhsj er blevet stærkt udnyttet af Sovjetunionen og efterfølgeren Tadsjikistan. Der er nu fem vandkraftværker langs Vakhsj i Tadsjikistan, herunder verdens højeste fuldførte dæmning, Nurek.  De fem kraftværker leverer 90 % af landets elektricitet.  Der er der ud over planlagt eller pågående opbygning af yderligere fire dæmninger langs floden, herunder Rogun-dæmningen, som vil overgå Nurek som verdens højeste når den er færdigbygget. 

## Blokeringer
Vakhsj er udsat for blokering af jordskred forårsaget af jordskælv i den seismisk aktive region. Sådanne jordskred repræsenterer en betydelig trussel mod dæmningerne og vandkraftværkerne langs floden. Som følge af et sådant jordskred i 2002 fik Tadsjikistan et lavrentelån fra Den asiatiske udviklingsbank for at reducere skadevirkningerne af skreddet.

## Eksterne kilder og henvisninger
1. ↑  Highest Dams (World and U.S. Arkiveret 5. april 2008 hos  Wayback Machine
 2008-09-14,
2. ↑  "US $5.3 Million to Tajikistan for Emergency Landslide Stabilization Measures" (10. september 2002). Den asiatiske udviklingsbank: press release no. 148/02. Besøgt 14. september 2008.

- "Tajikistan – Topography and Drainage". Udgivet af Federal Research Division af Library of Congress. Online-version besøgt 14. september 2008.

- Kort over dele af Vakhsj, med flodens ni dæmninger Arkiveret 19. februar 2006 hos  Wayback Machine
- Kort over afvandingsområderne til større floder i Tadsjikistan Arkiveret 9. maj 2005 hos  Wayback Machine
- Indeks over kort og grafer vedrørende Tadsjikistans vandressourcer Arkiveret 1. maj 2006 hos  Wayback Machine

39°16′04″N 71°22′30″Ø / 39.2678°N 71.375°Ø